# Puente Piedra
El districte de Puente Piedra és un dels 43 districtes de la província de Lima.
El districte es va fundar el 14 de febrer de 1927 per la Llei Nº 5675. Té una àrea de 71,18 quilòmetres quadrats i una població de més de 200.000 habitants.

## Límits
- Nord: Ancón
- Est: Carabayllo
- Sud: Comas, Los Olivos, San Martín de Porres
- Oest: Callao